# Liste des évêques de Città della Pieve
Cette liste recense les évêques qui se sont succédé sur le siège du diocèse de Città della Pieve érigé en 1600 par Clément VIII. La mort du pontife et de son successeur, Léon XI, retarde la nomination du premier évêque qui a lieu en 1605. En 1977, Mgr Lambruschini, déjà archevêque de Pérouse, est aussi nommé évêque de Città della Pieve, unissant les deux sièges in persona episcopi. En 1986, l'archidiocèse de Pérouse et le diocèse de Città della Pieve sont pleinement unis par le décret Instantibus votis de la congrégation pour les évêques et la nouvelle circonscription ecclésiastique prend le nom d'archidiocèse de Pérouse-Città della Pieve.

## Évêques de Città della Pieve
- - Siège vacant (1600-1605)
- Fabrizio Paolucci (1605-1625)
- Celso Giuliano Zani, O.F.M (1625-1629)
- Sebastiano Ricci (1629-1638)
- Giovanni Battista Carcarasio (1638-1643)
- Riginaldo Lucarini, O.P (1643-1671)
- Carlo Francesco Muti (1672-1710)
- Fausto Guidotti (1711-1731)
- Francesco Maria Alberici (1732-1735) nommé évêque de Foligno
- Ascanio Argelati (1735-1738)
- Gaetano Fraccagnani (1738-1747)
- Virgilio Giannotti (1747-1751)
- Ippolito Graziadei (1751-1754)
- Angelo Maria Venizza (1754-1770)
- Giovanni Evangelista Stefanini (1771-1775)
- Tommaso Mancini (1775-1795)
- Francesco Maria Gazzoli (1795-1800) nommé évêque d'Amelia
- Filippo Angelico Becchetti, O.P (1800-1814)
- Bonaventura Carenzi, O.F.M.Conv (1814-1817)
- Pier Camillo de Carolis (1818-1818)
- Giulio Mami (1818-1837)
- Giuseppe Maria Severa (1837-1853) nommé évêque de Terni
- Emidio Foschini (1853-1888)
- Paolo Gregori (1889-1895)
- Giovanni Tacci Porcelli (1895-1904)
  - Siège vacant (1904-1910)
- Giuseppe Angelucci (1910-1949)
- Ezio Barbieri (1949-1977)
- Ferdinando Lambruschini (1977-1981)
- Cesare Pagani (1981-1986) nommé archevêque de Pérouse-Città della Pieve